# 馬來西亞北方大學
马来西亚北方大学（简称 UUM），是位于馬來西亞吉打州古邦巴素县新笃镇的一所公立大學。該校是依据1984年马来西亚北方大学法令，于1984年2月16日所创建，这也是时任首相兼古邦巴素国会议员马哈迪·莫哈末的发展目标。1998年4月23日，该大学改为企业制。大学创立的初衷是为国家培养具备领导及管理能力的人才。因此，这所大学也是一所管理大学。

## 校史
北方大学是马来西亚的第六所公立大学，大学设立的最初计划是于1983年8月由马来西亚教育部起草，同年10月19日，马来西亚内阁在吉打州正式批准了这一计划。这一计划也被称作“第六所大学计划”。几个月后，第六座大学临时办公室，即后来的马来西亚北方大学（UUM）办公室坐落在了日得拉（Jitra）。时至今日，设置这所特殊的公立大学的主要目标，是能够为国际与国内培养并输出高质量的商务与管理类专门人才。
正式开学后四个月，即1984年6月，位于日得拉的临时校址——达鲁阿曼校区一期工程竣工，北大的校办公室便搬到了这里。这次搬迁带动了1984年6月入学的学校第一届学生。达鲁阿曼校区坐落于達魯阿曼镇（Bandar Darulaman）的一处62英亩的土地上，此处距离吉打州首府亚罗士打18公里，距离日得拉4.8公里。
与此同时，大学的永久校址也已经开始计划了。永久校址选址位于新笃一处1,061公顷的土地上，此处位於亚罗士打北方48公里，马泰边境小镇樟仑東方10公里。
新笃校区，即北大的永久校区于1990年9月15日正式开始建设。校园坐落于一个前锡矿场，此处藏身于一片葱郁的热带雨林中，蓝山环抱，新笃河與巴达河（Sungai Badak）两条河穿校流过。
这所耗资5.8亿令吉的新笃校园于2004年2月17日在皇室校监——已故苏丹端姑阿都哈林的主持下正式开放。校园中的主要建筑有蘇丹那峇希亞（Sultanah Bahiyah）图书馆、校长办公室、蘇丹峇力莎（Sultan Badlishah）清真寺、慕阿占莎（Mu'adzam Shah）校礼堂、丹斯里奥特曼（Tan Sri Othman）礼堂、校内体育场、瓦西提（Varsity）商场、布迪昔斯瓦（Budi Siswa）大楼、會議綜合大楼，以及各学院的楼群。
2008年1月，大学的各院系重新整合。在这次整合中，13个院系合并成为3个主要的學院，即商学院（UUM COB）、艺术与科学院（UUM CAS）和法律政治与国际学院（UUM COLGIS）。

## 校园

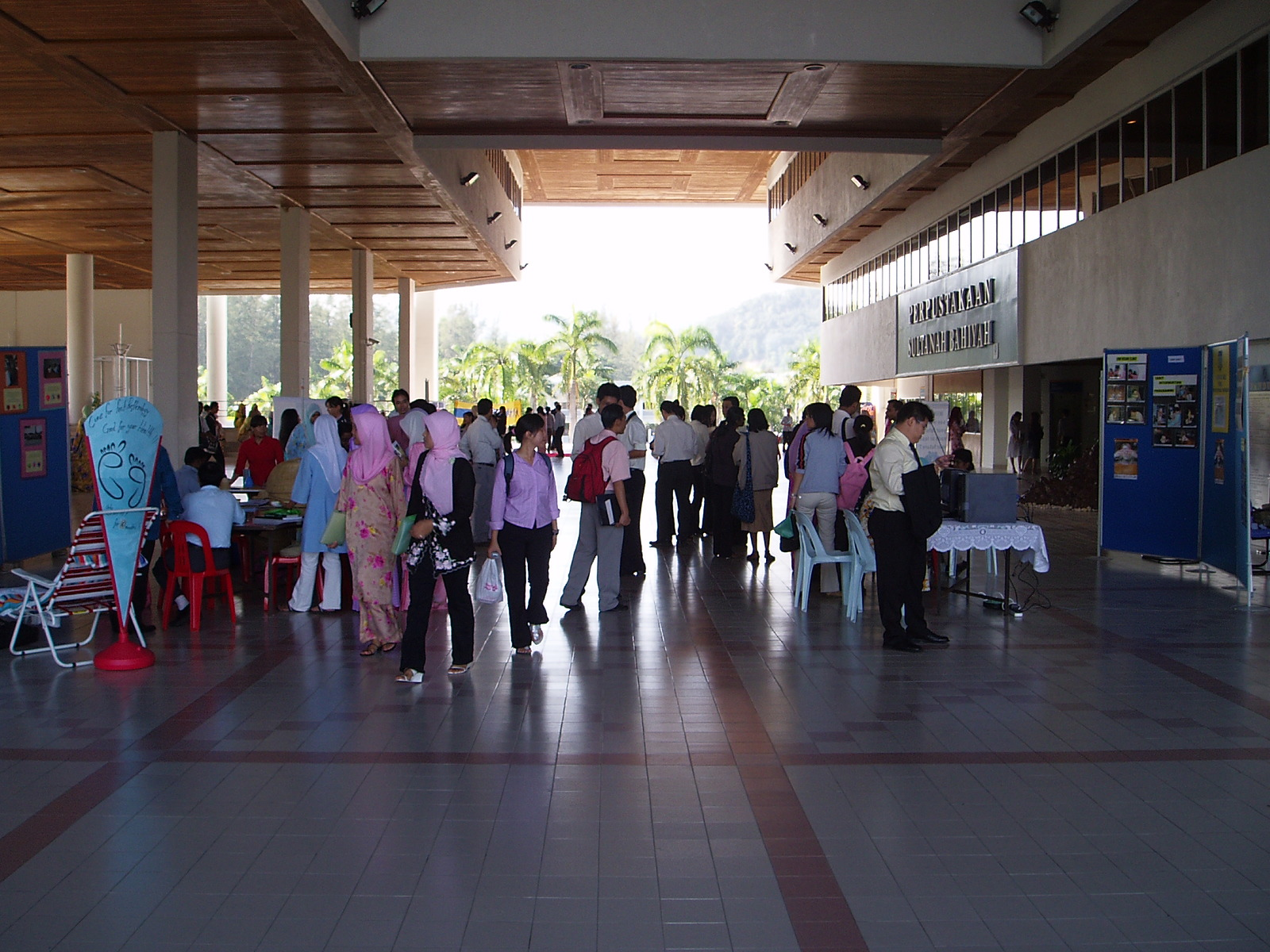
马来西亚北方大学新笃校區

### 新笃校區
新笃校區在新笃一处1,061公顷的土地上，这里距离亚罗士打48公里，距北边的黑木山和马泰边境约10公里。临近的城镇有樟仑與日得拉。由于新笃校区面积廣大，学校将107公顷的森林开发后开放给公众使用。也正是因此，北大大学校园较开放，允许校外的居民和游客自由参观或使用校园设施。这些施舍包括野餐场地、九洞高尔夫球场、卡丁车赛道、射击和射箭场、马术场地及其他场地。因这些场所，使得来校园参观者和校園社团组织人数增加不少。
马来西亚国防国民服务（PLKN）的训练和教学也驻進校内。

### 吉隆坡校區
吉隆坡北大学院是北大全权拥有，设立在新笃校區之外的教学中心。吉隆坡北大是非住宿学院，选址于闹區中心拉惹慕達阿都阿茲路（Jalan Raja Muda Abdul Aziz）上的一座9层大楼，此处位于吉隆坡的甘榜峇鲁（Kampung Baru），临近秋杰（Chow Kit）。

## 学院设置

### 商学院（UUM COB）
最初，商科和管理学院的课程是在学院制下教授的。2008年的学院组合中合并成为商学院。商学院集合了工商管理、会计、金融、经济、银行、市场、人力资源管理、保险与风险管理、伊斯兰银行与金融、回教财务管理、运营管理和科技管理这些课程，用创新的理念的想法来培养商业领袖和未来的企业精英。

系所细分為：
- Othman Yeop Abdullah（OYA）研究所
- 商科管理学系
- 伊斯兰商学系
- 会计学系
- 经济金融与银行学系
- 科技和物流学系
- 艺术与科学系

### 艺术与科学院（UUM CAS）
UUM CAS(艺术与科学院)于2008年1月1号正式创建。艺术与科学院包含5个主要学术领域：应用科学、教育学、人文学科、物理科学和社会科学
在艺术与科学院下，应用科学分支设立了交叉学科、信息技术、计算机、多媒体和决策学。这些合并的交叉学科项目将不同背景下的科系合理地融合在一起，形成这些独特的课程。在研究生阶段，所设置的课程包括光谱理论与基础算法的应用、互联网与移动科技、软件工程、计算机网络、智能与信息系统、知识管理和决策分析。物理科学着眼于横跨统计与数学领域的数理统计方向的研究。
人文与社会科学分支上，学校着眼于以分析，批判和思索的方法探索人类境况，以便于追寻和思考人类的根源，信仰以及用更佳的方法让人类描述自己。学科汲取于历史、国别、宗教、语言、传媒科技等领域，着重于将历史与未来合理融合贯通。
教育学院重于培养学识渊博，专业，具备竞争力，称职且有坚定职业道德的未来教育工作者。
系所细分為：
- 研究所：Awang Had Salleh研究所
- 艺术与科学研究所
- 计算机学系
- 教育与现代语言学系
- 多媒体科技和通信学系
- 统计学系
- 社会发展学系

### 法律，政治与国际学院
法律与公共管理科系（FPAU）创立于2003年9月16号，包含三个学部，分别为公共管理部，发展管理部和法律部。自该科系创立伊始，FPAU便为荣誉学士学位提供三门课程，为研究生院提供六门课程。 2008年，该系重组后并于法律，政治与国际学院(COLGIS)之下。
系所细分為：
- 研究所：加沙里沙菲宜政府研究所
- 政府学系
- 法学系
- 国际学系
- 旅游管理与环境管理学系